# Liste von gedeckten Brücken

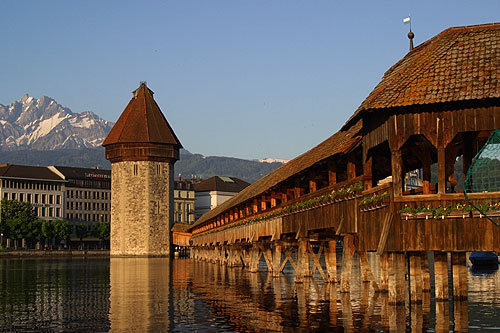
Die Kapellbrücke in Luzern, zweitlängste gedeckte Brücke Europas

Eine gedeckte Brücke ist eine Holzbrücke, deren Tragwerk zum Schutz von Witterungseinflüssen mit einem Dach versehen ist.

## Europa

### Bulgarien
- Überdachte Brücke in Lowetsch

### Deutschland

#### Baden-Württemberg
- Aachtopfsteg

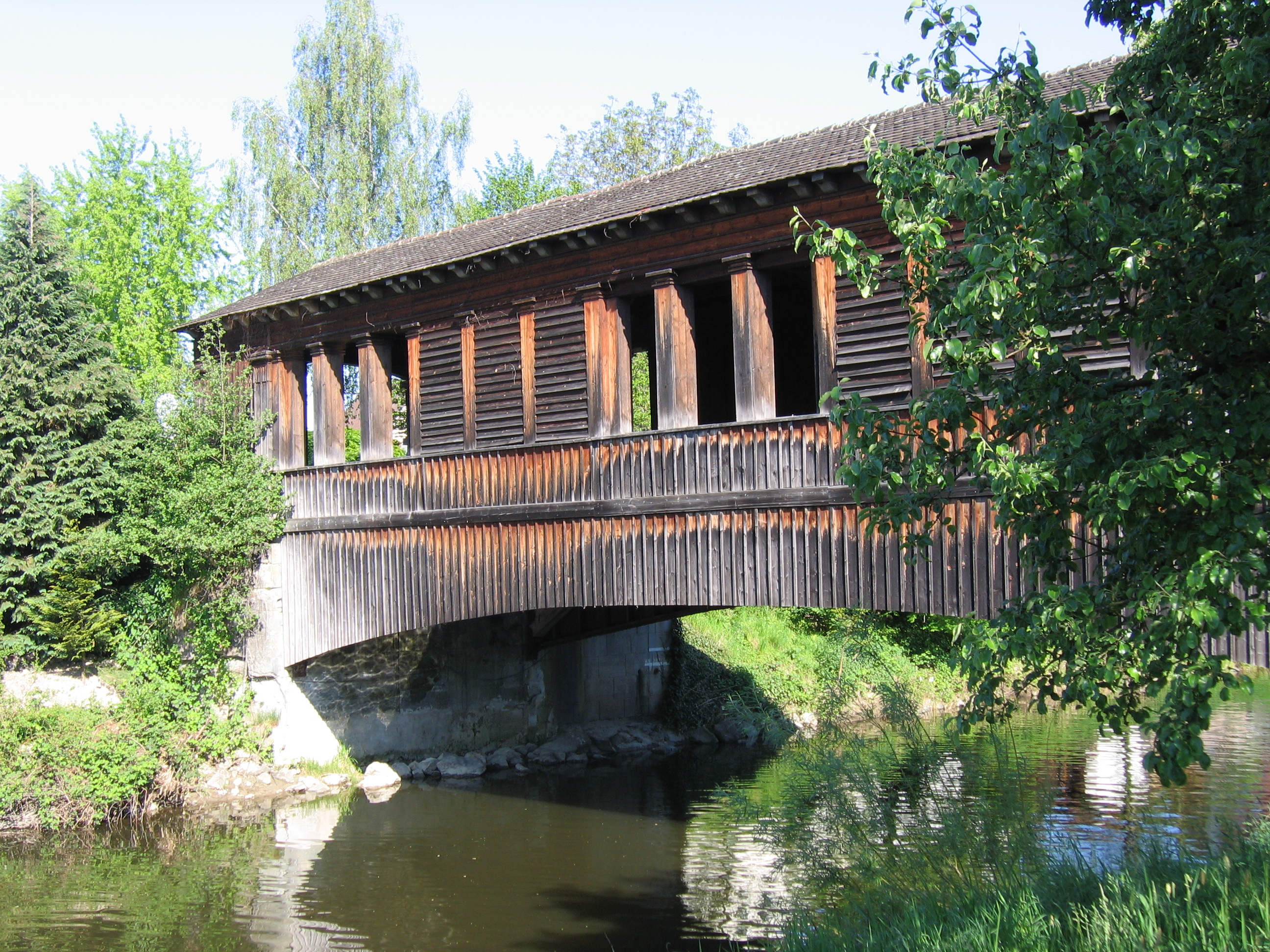
Brücke über die Schussen in Eriskirch

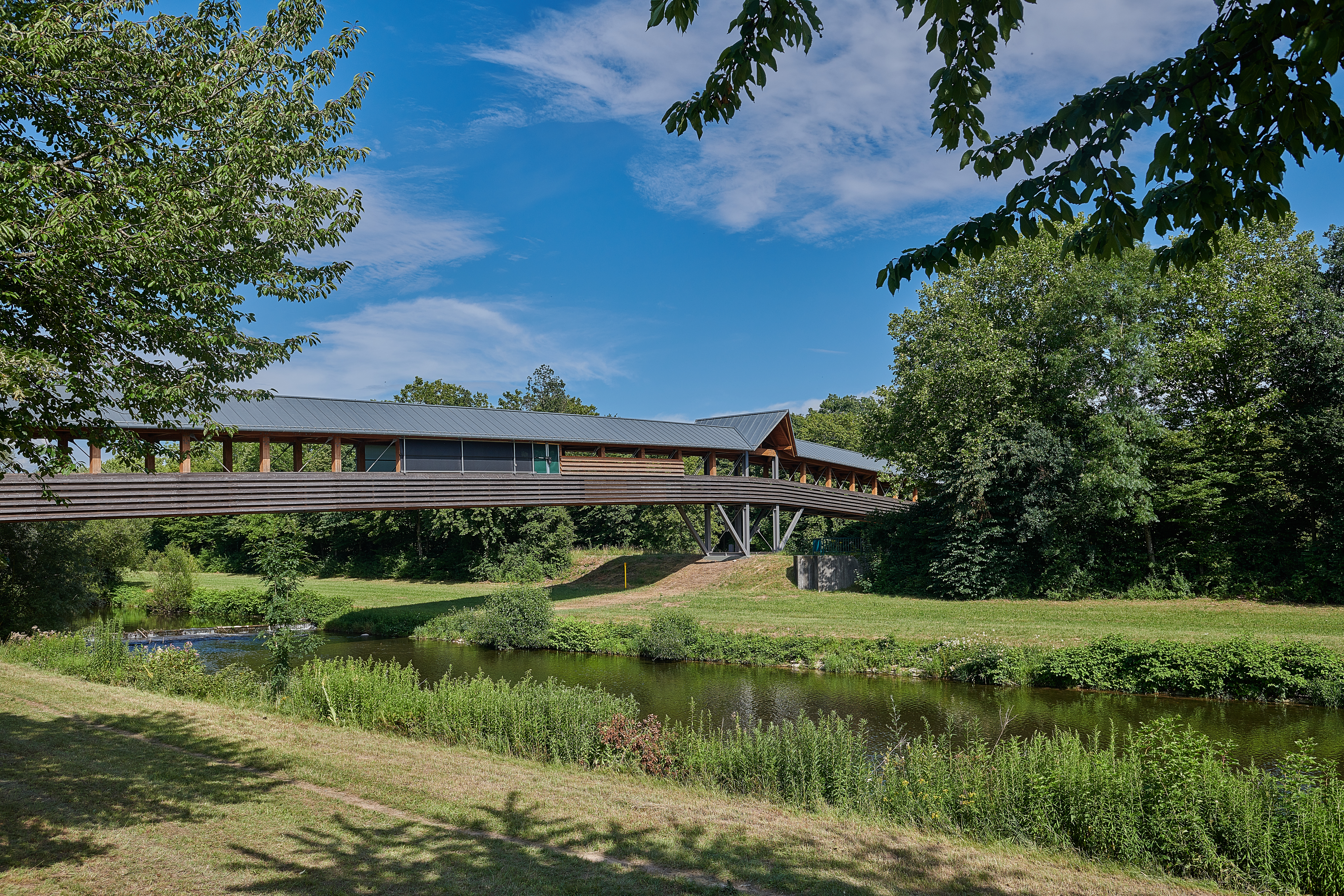
Holzfachwerkbrücke Lörrach

- Holzbrücke Bad Säckingen, längste gedeckte Brücke Europas
- Storchensteg über die Wehra in Wehr (Lage)
- Beuroner Donau-Holzbrücke
- Schenkenbergbrücke bei Epfendorf über den Neckar (Lage)
- Holzbrücke Oberbaumgarten über die Schussen in Eriskirch
- Holzbrücke Ortsmitte (Brückenstraße) über die Schussen in Eriskirch
- Wasserhaus in Esslingen (Lage)
- Holzbrücke Forbach über die Murg in Forbach
- Holzbrücke über den Neckar bei Ihlingen (Lage)
- Holzfachwerkbrücke Lörrach über die Wiese und Bundesstraße
- Neckarsteg in Neckarrems, mit dreieckigem Profil und transparenter Abdeckung (Lage)
- Brücke im Rotmurgtal, Baiersbronn-Obertal
- Schwimmbadsteg über den Neckar bei Rottenau (Lage)
- Holzbrücke Neckarburg in Rottweil (Lage)
- Schindelbrücke in Rottweil über den Neckar (Lage)
- Translozierte Archenbrücke für Fußgänger und Radfahrer über den Kocher zur Neumäuerstraße in Schwäbisch Hall (Lage)
- Brücke der Nord-Süd-Straße über den Nesenbach in Stuttgart-Vaihingen,
- Holzbrücke über den Neckar in Oberndorf (Lage)
- Holzbrücke über den Neckar in Sulz (Lage)
- Holzbrücke in Talhausen bei Epfendorf über den Neckar (Lage)
- Poststeg über die Donau in Tuttlingen
- Rathaussteg über die Donau in Tuttlingen
- Holzbrücke über den Neckar in Unterensingen (Lage)
- Archenbrücke über die Jagst zum Weiler Unterregenbach der Kleinstadt Langenburg (Lage)
- Holzbrücke über den Neckar bei Villingendorf (Lage)

Die im Jahre 1873 abgerissene überdachte Tauberbrücke in Wertheim

- Fußgängerbrücke über die Obere Argen südlich Wangen im Allgäu-Hiltensweiler
- Argenbrücke Föhlschmitten über die Obere Argen in Wangen im Allgäu-Neuravensburg
- Fußgängerbrücke über die Untere Argen bei Wangen im Allgäu-Dürren
- Archenbrücke über den Kocher zum Weiler Wengen der Gemeinde Sulzbach-Laufen (Lage)
- Ehemalige überdachte Tauberbrücke Wertheim
- Holzbrücke über die Donau in Zimmern

#### Bayern

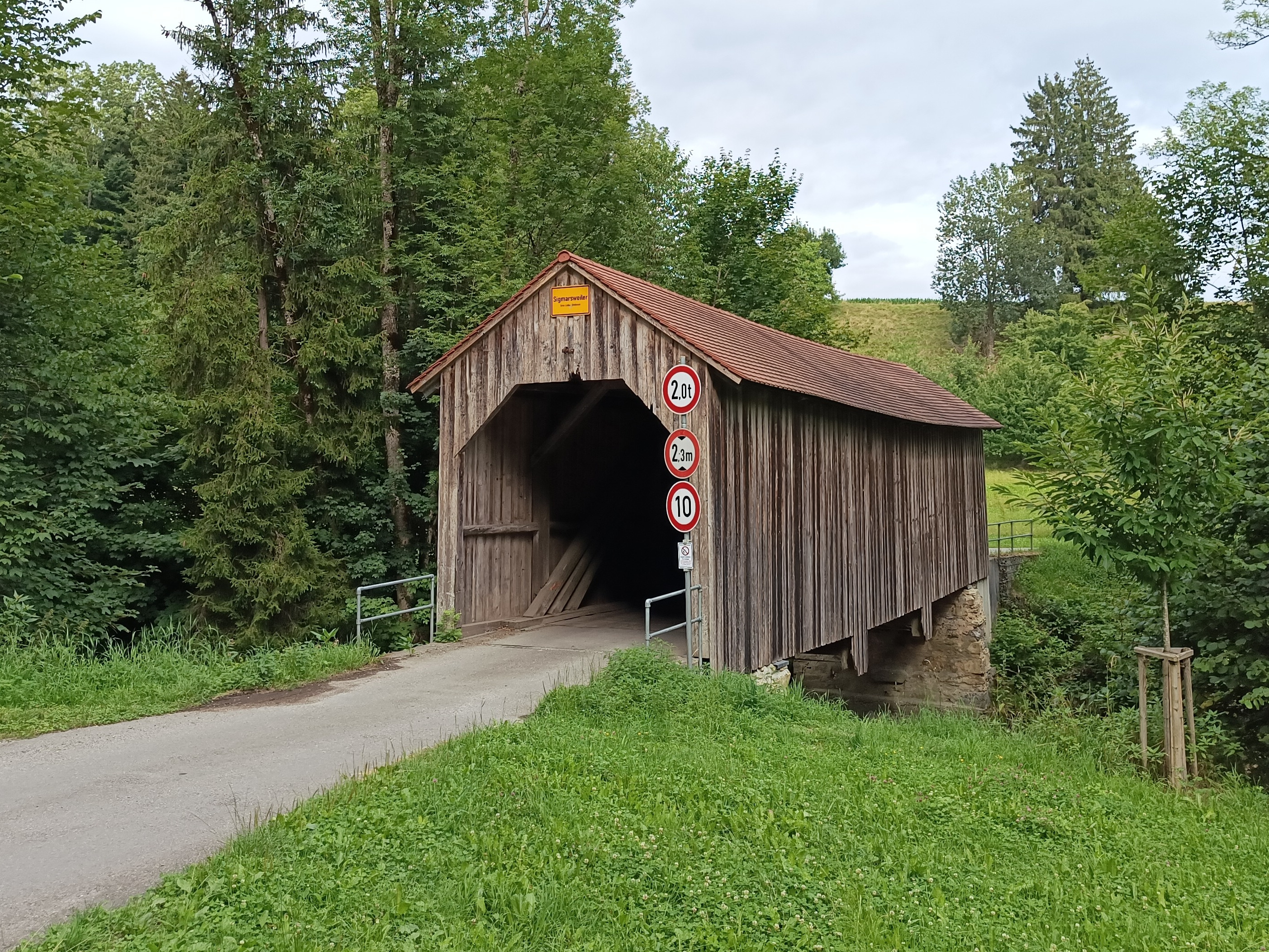
Immenbrücke über die Leiblach, zwischen Niederstaufen und Hergensweiler

- Holz-Fußgängerbrücke über die Itz, Coburg
- Holzbrücke über die Pegnitz, Lauf
- Holzbrücke über die Itz, Mittelberg
- Immenbrücke über die Leiblach, zwischen Niederstaufen und Hergensweiler
- Henkersteg über die Pegnitz, Nürnberg
- Holzbrücke über die Würm, Untermenzing (Stadt München)
- St.-Emmeram-Brücke in Oberföhring (Stadt München, 2002 abgebrannt und anschließend als Metallkonstruktion wieder errichtet)
- Holzbrücke über die Rott, Wasen
- Holzbrücke "Sausender Graben", Mautstraße Wallgau-Vorderriß, Landkreis Bad Tölz-Wolfratshausen
- Ehemalige Triftsperre Fällenrechen über den Großen Regen, Zwiesel

#### Brandenburg
- Pionierbrücke in Templin[2], hölzerne Rad- und Fußgängerbrücke über den Templiner Kanal, die die Ost- mit der Weststadt verbindet. 2003–2004 als Ersatz für eine wegen Baufälligkeit abgerissene Brücke aus dem Jahr 1937 in Fachwerkbauweise errichtet.

#### Mecklenburg-Vorpommern
- Hausbrücke Ahrensberg

#### Sachsen

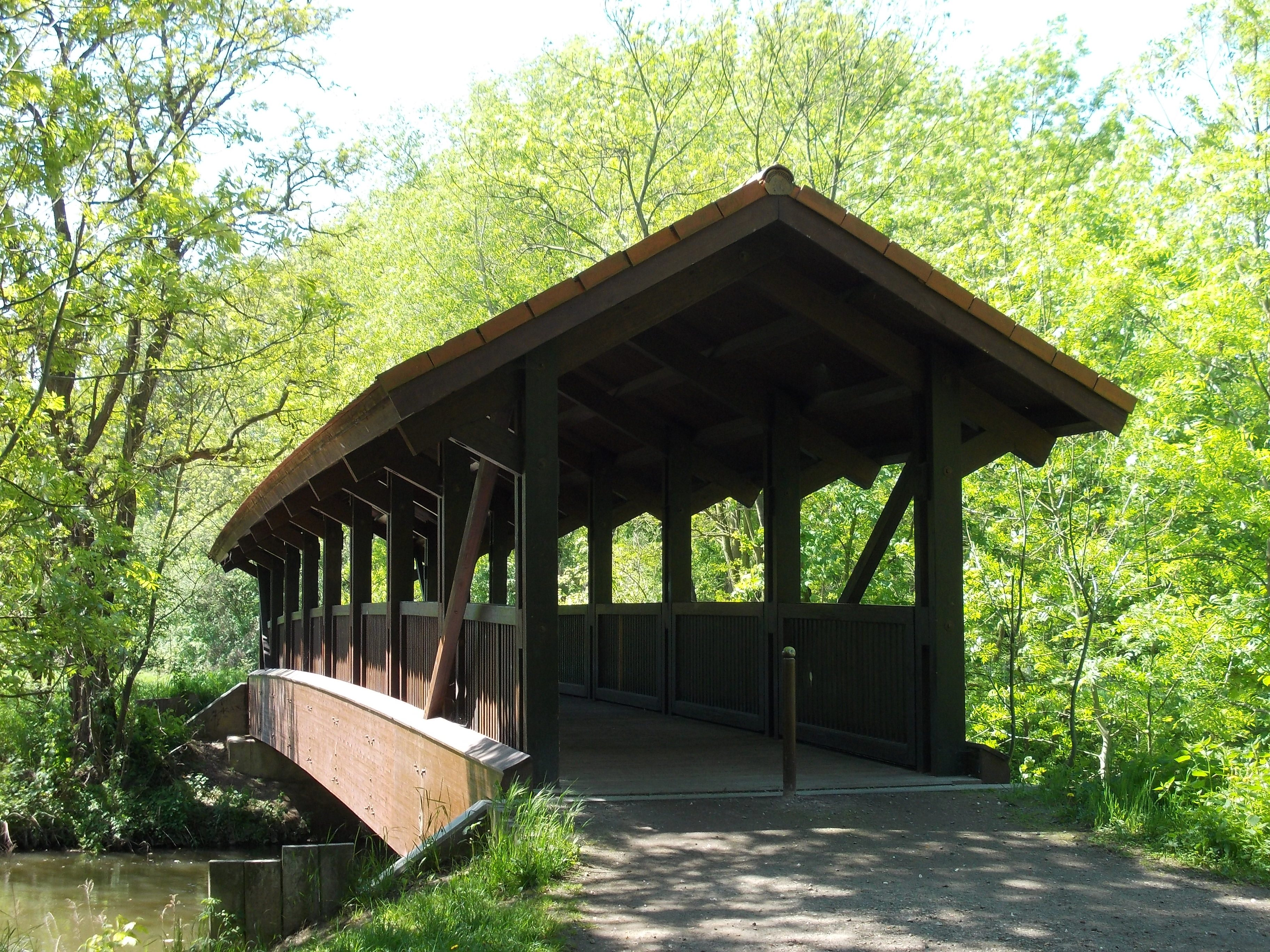
Holzbrücke Altscherbitz

- Holzbrücke Altscherbitz über die Weiße Elster
- Holzbrücke Hennersdorf über die Zschopau
- Holzbrücke Hohenfichte über die Flöha
- Holzbrücke Neuwelt über das Schwarzwasser
- Fachwerk-Rohrleitungsbrücke über die Gottleuba in Pirna (Lage)
- Röhrensteg in Zwickau

#### Thüringen
- Holzbrücke in Buchfart über die Ilm
- Hausbrücke in Großheringen über die Ilm
- Kunitzer Hausbrücke
- Historische Holzbrücke Wünschendorf über die Weiße Elster
- Hausbrücke über die Lache in Camburg

### Frankreich
- Holzbrücke in Le Pont-Chrétien-Chabenet (Region Centre-Val de Loire)
- Gedeckte Brücke in Saint-Gervais-sous-Meymont (Region Auvergne-Rhône-Alpes)

### Italien
- Atzwanger Brücke über den Eisack bei Atzwang
- Ponte Coperto, Pavia
- Ponte Vecchio, Bassano del Grappa
- Etschbrücke, Glurns
- Ponte Martesana, Gorgonzola
- Törggelebrücke über den Eisack, Kastelruth
- Talferbrücke, Sarnthein
- Steger Brücke über den Eisack bei Steg (Völs am Schlern)

### Liechtenstein
- Alte Rheinbrücke Vaduz–Sevelen

### Österreich
- Brücke von Andau
- Brücke Murau
- Hohe Brücke (St. Georgenberg)

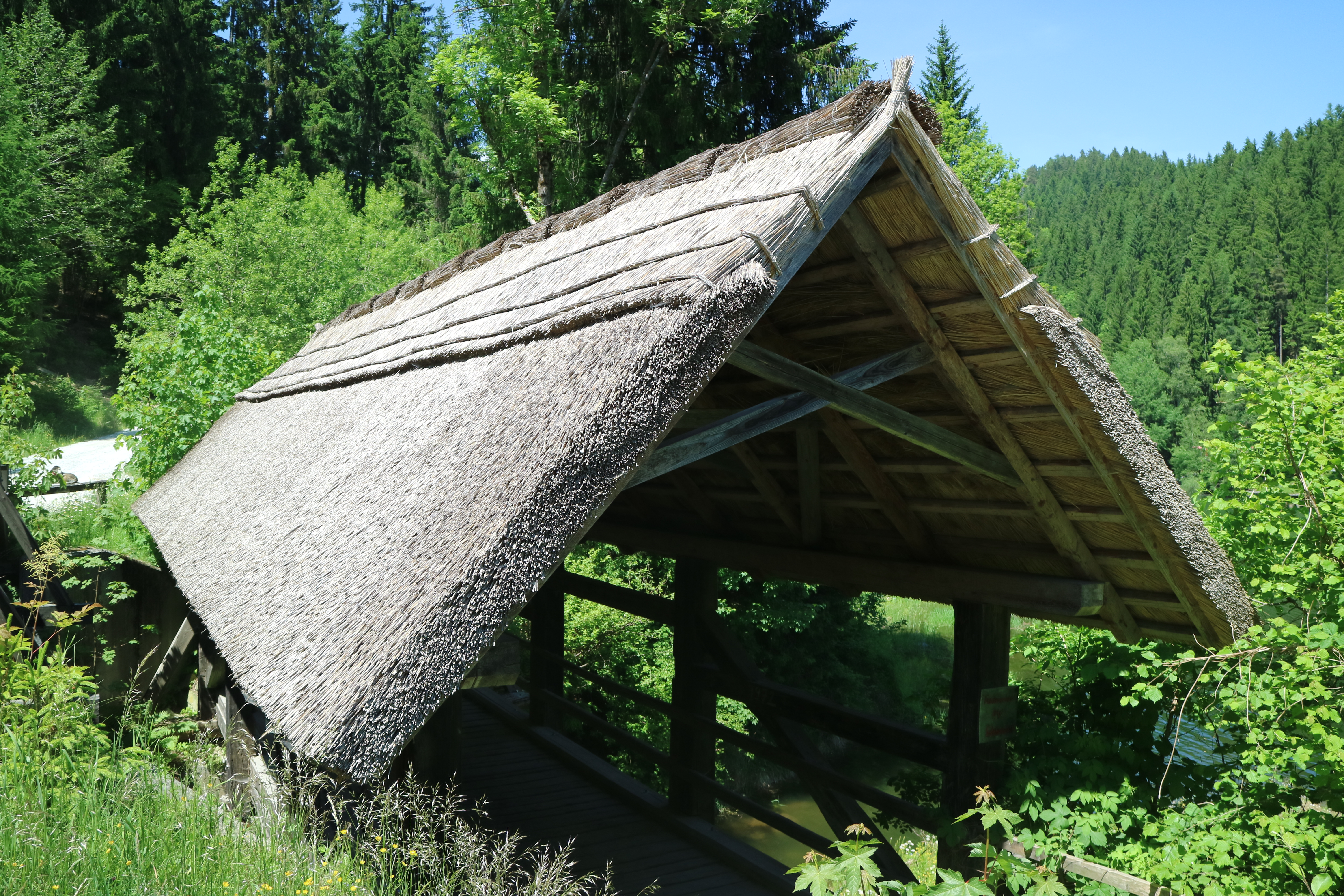
Ströhberne Bruck’n

- Ströhberne Bruck’n bei Edelschrott
- Teufelsbrücke (Finkenberg)
- Klimmbrücke bei Elmen im Lechtal
- Brücke bei der Katzensteiner Mühle über den Gaflenzbach in Weyer (Oberösterreich)

Vorarlberg
- Gedeckte Brücke in Au (Vorarlberg)
- Ammannsbrücke in Dornbirn (denkmalgeschützt)
- Senderbrücke in Dornbirn (denkmalgeschützt)
- Gschwendtobel-Brücke in Egg und Lingenau (denkmalgeschützt)
- Schildriedbrücke in Frastanz (denkmalgeschützt)
- Mühlwasenbrücke in Fußach (denkmalgeschützt)
- Engelbrücke in Hittisau (denkmalgeschützt)
- Kommabrücke in Hittisau (denkmalgeschützt)
- Liessenbach-Brücke in Hittisau (denkmalgeschützt)
- Gießenbrücke in Krumbach (denkmalgeschützt)
- Tannbergbrücke in Lech (denkmalgeschützt)
- Klausbrücke in Mellau (denkmalgeschützt)
- Mellenbachbrücke in Mellau (denkmalgeschützt)
- Hinterhöflebrücke in Mittelberg[3]
- Brücke in Riezlern-Höfle in Mittelberg[3]
- Leidtobelbrücke in Mittelberg (denkmalgeschützt)
- Lasanggabrücke in Raggal (denkmalgeschützt)
- Gschwendmühlbrücke in Sulzberg (denkmalgeschützt)
- Straßenbrücke am Montafoner Hüsli in St. Gallenkirch (denkmalgeschützt)

### Schweiz

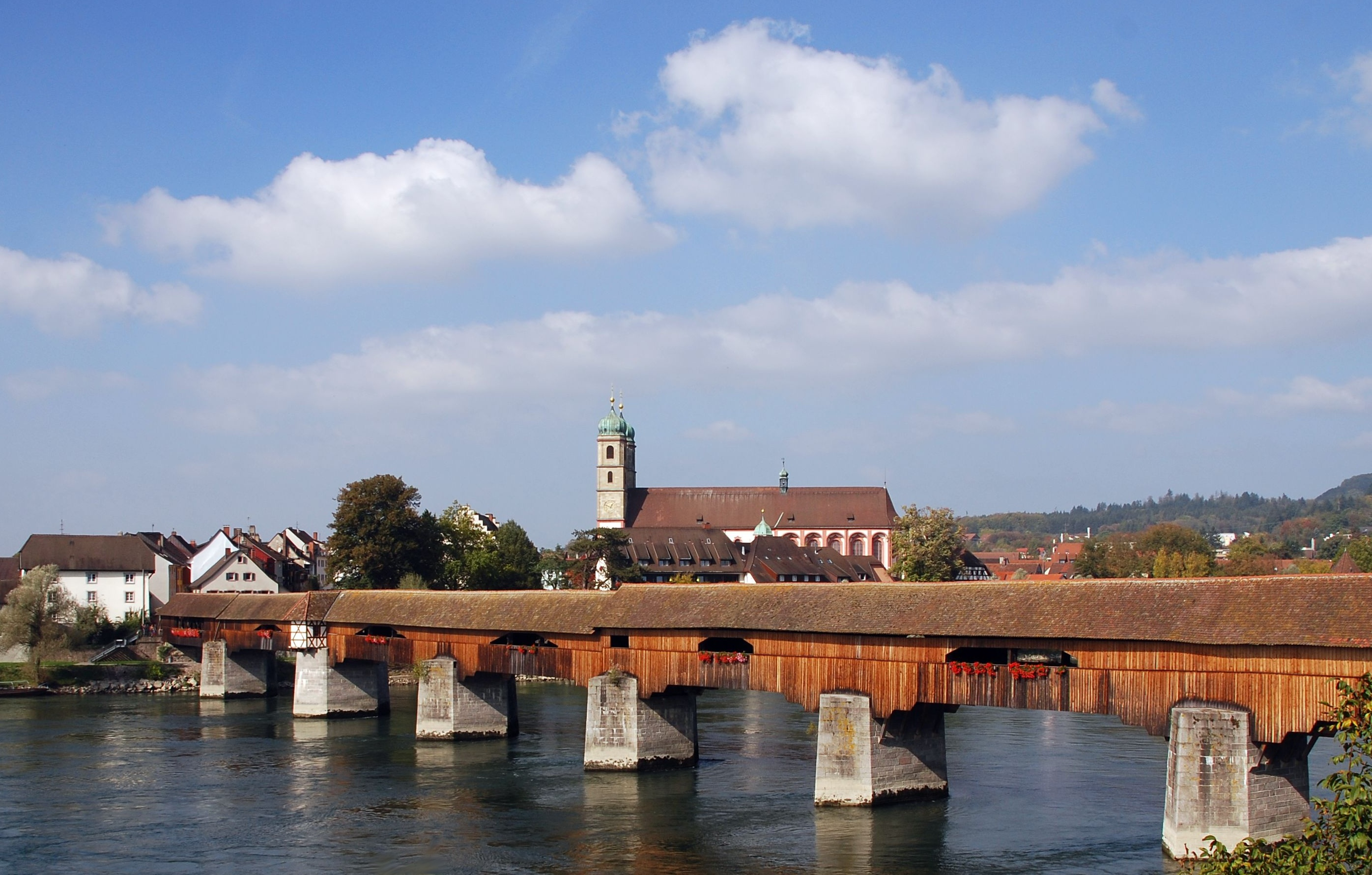
Holzbrücke über dem Rhein (bei Stein)

In der Schweiz gibt es über dreihundert gedeckte Brücken.

### Tschechien
- Egerbrücke, Cheb (Eger)
- Egerbrücke, Radošov (Rodisfort)
- Jurkovičbrücke, Nové Město nad Metují (Neustadt an der Mettau)

### Ungarn
- Brücke von Andau

## Nordamerika

### USA
Die Brücken werden im Englischen Covered Bridge genannt. In den USA gibt es ungefähr tausend erhaltene gedeckte Brücken.

#### Alabama
- Alamuchee Covered Bridge

#### Illinois
- Red Covered Bridge

#### Indiana
- Cataract Covered Bridge
- Medora Covered Bridge
- Snow Hill Covered Bridge
- Smith Covered Bridge
- Trusal Covered Bridge

#### Iowa
- Cedar Covered Bridge
- Holliwell Covered Bridge
- Roseman Bridge

#### Kalifornien
- Bridgeport Covered Bridge

#### Kentucky
- Switzer Covered Bridge in Frankfort

#### Michigan
- Fallasburg Covered Bridge

#### Missouri
- Locust Creek Covered Bridge
- Burfordville Covered Bridge
- Sandy Creek Covered Bridge State Historic Site
- Union Covered Bridge State Historic Site

#### New Hampshire
- Bath Bridge
- Bath-Haverhill Bridge
- Clark’s Bridge
- Contoocook Railroad Bridge
- Cornish–Windsor Covered Bridge
- Pier Bridge
- Stark Bridge
- Sulphite Railroad Bridge
- Wright's Bridge

#### New York
- Blenheim Bridge
- Hyde Hall Bridge

#### Ohio
- Mull Covered Bridge
- Parks Covered Bridge
- Shinn Covered Bridge
- Swartz Covered Bridge

#### Pennsylvania

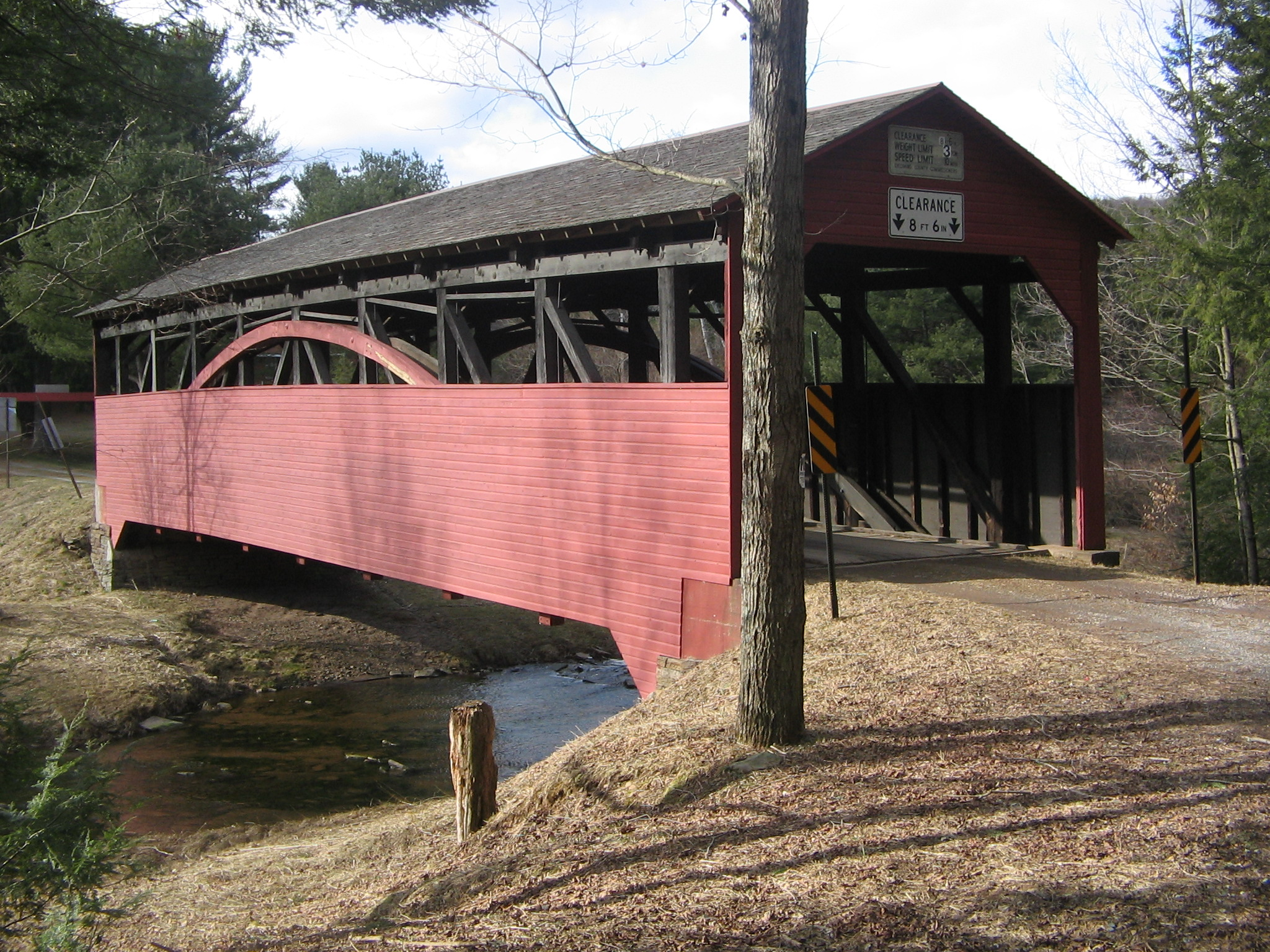
Cogan House Covered Bridge

- Permanent (Market Street) Bridge, Philadelphia, erste gedeckte Brücke in Nordamerika
- McCall’s Ferry Bridge, größste Stützweite aller Holzbrücken weltweit
- Cogan House Covered Bridge
- Colossus Bridge
- Gudgeonville Covered Bridge
- Hassenplug Bridge
- Heikes Covered Bridge
- Henry Covered Bridge
- Jackson’s Mill Covered Bridge, Washington County
- Jackson’s Mill Covered Bridge, Lancaster County
- Larkin Covered Bridge
- Martin’s Mill Covered Bridge, Franklin County
- Martin's Mill Covered Bridge, Washington County
- McConnell’s Mill Covered Bridge
- Red Covered Bridge
- Scott Covered Bridge
- Waterford Covered Bridge

#### Tennessee
- Harrisburg Covered Bridge
- Parks Covered Bridge

#### Vermont
- Bradley Covered Bridge
- Cornish–Windsor Covered Bridge
- Henry Covered Bridge
- Fisher Covered Railroad Bridge
- Larkin Covered Bridge
- Martin's Mill Covered Bridge
- Mill Covered Bridge, Lamoille County
- Mill Covered Bridge, Orange County
- Red Covered Bridge
- Scott Covered Bridge
- Shoreham Railroad Bridge
- Taftsville Covered Bridge, Windsor County
- Worrall Covered Bridge, Rockingham

#### Washington
- Harpole Bridge

#### Wisconsin
- Covered Bridge Cedarburg

#### West Virginia
- Philippi Covered Bridge
- Locust Creek Covered Bridge

### Kanada
- Hartland Bridge, längste gedeckte Brücke der Welt
- Nelson Hollow Bridge
- Pont Émery-Sicard
- Powerscourt Bridge
- Digdeguash River Bridge No. 4

## Asien

### China
- Batuan-Brücke
- Yongji-Brücke in Chengyang